# Pierre-Luc-Charles Ciceri

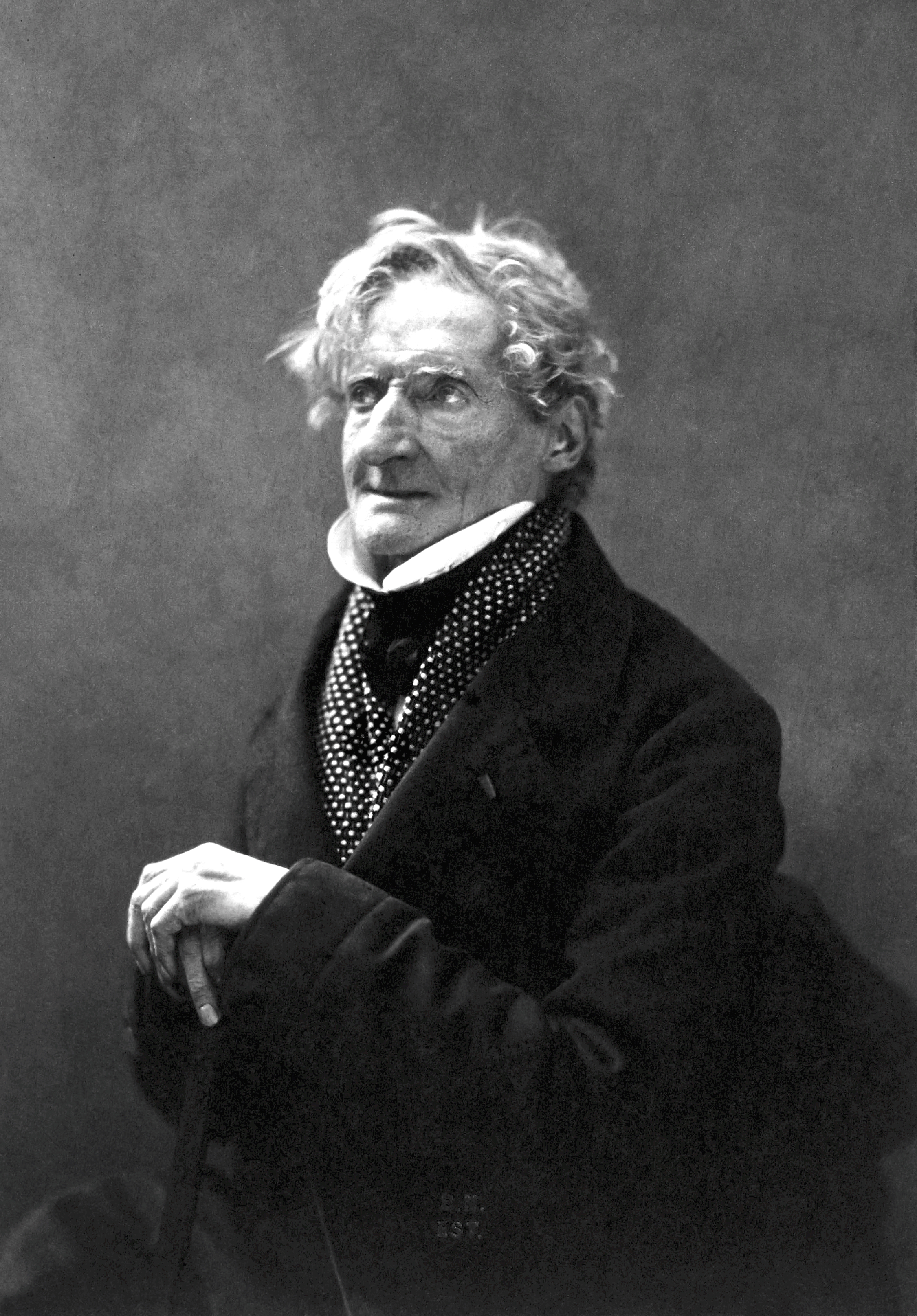
Pierre-Luc-Charles Cicéri, fotografato da Nadar

Pierre-Luc-Charles Cicéri (Saint-Cloud, 17 agosto 1782 – Saint-Chéron, 22 agosto 1868) è stato uno scenografo francese, tra i più famosi del suo tempo.

## Biografia
Fu scenografo capo all'Opera di Parigi dal 1810 al 1847 e creò le scenografie per oltre 300 spettacoli di balletto e opera lirica nella sua lunga carriera. Oltre a lavorare per l'Opera di Parigi collaborò con diversi altri teatri della capitale francese Paris, compresi Odeon, Palais-Royal, Comedie-Francaise, Theatre des Nouveautes e Theatre de la Porte St. Martin. Come pittore del re di Francia, fece da supervisore per le decorazioni in occasione dell'incoronazione di Carlo X di Francia nel 1825.
Cicéri disegnò le scene per la prima rappresentazione de La belle au bois dormant di Michele Carafa che il 2 marzo 1825 inaugurò il Théâtre de l'Académie Royale de Musique a Parigi.
Per la messa in scena dell'opera Ciceri creò sul palco un effetto di movimento quasi cinematografico utilizzando un tapis roulant per gli attori sullo sfondo di un ciclorama in movimento. Disegnò anche le scene per il balletto Jocko ou le Singe du Brésil  ("Jocko o la scimmia del Brasile") di Frédéric-Auguste Blache, su musiche di Alexandre Piccinni. La prima del balletto andò in scena al Théâtre de la Porte Saint-Martin il 16 marzo 1825.
Cicéri ha anche creato le scenografie dei balletti La Sylphide (coreografia di Filippo Taglioni, Parigi, Théâtre de l’Opéra, 12 marzo 1832) e Giselle ou les Wilis (coreografia di Jean Coralli e Jules Perrot, Parigi, Théâtre de l’Opéra, 28 giugno 1841). Per questi balletti egli ideò diversi macchinari di scena, come ad esempio le botole, per consentire apparizioni e sparizioni dei personaggi e perfezionò la macchineria dei fili di acciaio già usata da Charles-Louis Didelot per creare l’effetto del volo.
Egli inoltre introdusse al Teatro dell'Opera di Parigi l'illuminazione a gas, già in uso fin dal 1816 in un teatro di Filadelfia. Questo tipo di illuminazione consentiva di regolare l’intensità della luce agendo sulla fiammella, rendendo così possibile la creazione di effetti straordinari per il pubblico dell’epoca, che veniva avvolto in un’atmosfera davvero irreale.
Cicéri venne insignito dell'onorificenza di cavaliere della Legion d'onore.